# Epidemija SARS-a 2002. – 2004.

## Kronologija

### Studeni 2002.
16. studenoga 2002. godine došlo je do izbijanja bolesti za koju se smatra da je bio teški akutni respiratorni sindrom (SARS), tada poznata i kao Žuta pneumonija u Guangdong provinciji u Kini, na granici s Hong Kongom. Slučaj farmera u Foshan okrugu smatra se prvim slučajem. Kina je obavijestila svjetsku zdravstvenu organizaciju (WHO) o ovoj epdemiji 10. veljače 2003., te su prijavili 305 slučajeva (uključujući i 105 zaposlenih u zdravstvu) i 5 smrtnih slučajeva. Kasnije je prijavljeno kako je epidemija uzela maha sredinom veljače, ali je broj slučajeva bio umanjen, jer je kasnije prijavljeno 806 zaraženih i 34 smrtnih ishoda.

### Veljača 2003.
| Mogući slučajevi SARS-a po državama, period: 1. studenoga 2002. – 31. srpnja 2003. godine                                                                               |           |       |            |              |
| Teritorij | Slučajevi | Smrti | Preživjeli | Smrtnost u % |
| NR Kina* | 5328      | 349   | 19         | 6.6          |
| Hong Kong* | 1755      | 299   | 5          | 17           |
| Kanada | 432       | 44    | 0          | 18           |
| Republika Kina | 346**     | 37    | 36         | 11           |
| Singapur | 238       | 33    | 0          | 14           |
| Vijetnam | 63        | 5     | 0          | 8            |
| SAD | 27        | 0     | 0          | 0            |
| Filipini | 14        | 2     | 0          | 14           |
| Mongolija | 9         | 0     | 0          | 0            |
| Makao* | 1         | 0     | 0          | 0            |
| Kuvajt | 1         | 0     | 0          | 0            |
| Irska | 1         | 0     | 0          | 0            |
| Južna Koreja | 1         | 0     | 0          | 0            |
| Rumunjska | 1         | 0     | 0          | 0            |
| Rusija | 1         | 0     | 0          | 0            |
| Španjolska | 1         | 0     | 0          | 0            |
| Švicarska | 1         | 0     | 0          | 0            |
| Ukupno | 8273      | 775   | 60         | 9.6          |
| (*) Statistike za Kinu su bez područja Macau i Hong Kong |           |       |            |              |
| (**) Od 11. lipnja 2003. 325 tajvanskih slučajeva je odbačeno. Laboratorijski podaci su bili nedovoljni za 135 odbačenih slučajeva; 101 od tih pacijenata je preminulo. |           |       |            |              |
| Izvor:WHO. |           |       |            |              |

21. veljače, 64-godišnji kineski doktor koji je radio u Guangdongu otišao je u Hong Kong na vjenčanje. Prijavio se u Metropole Hotel (na 9. kat - soba 911.) Iako su se kod njega simptomi javili 15. veljače, osjećao se dovoljno dobro da bi mogao putovati, kupovati i razgledavati grad. 22. veljače potražio je hitnu medicinsku pomoć u Kwong Wah bolnici i primljen je na odjel intenzivne njege. Preminuo je 4. ožujka. Oko 80 % slučajeva u Hong Kongu povezano je s ovim doktorom.
23. veljače, 47-godišnji američko-kineski poslovni čovjek Johnny Chen, koji je ostao na 9. katu. istog hotela. Razbolio se nakon što je otputovao u Vijetnam i primljen je u bolnicu u Hanoiju 26. veljače. Nakon 7 dana prebačen je u Hong Kong, ali je tada 7 zaposlenih liječnika iz Vijetnama koji su se skrbili za njega razvilo simptome SARS-a. Preminuo je 13. ožujka. Barem 38 medicinskih radnika u Hanoiju bilo je zaraženo.
Doktor svjetske zdravstvene organizacije Carlo Urbani, specijalist za infektivne bolesti koji je radio u Hanoiju i skrbio se za Johnyja Chena primijetio je širenje bolesti među bolničkim radnicima i prvi je prepoznao SARS kao novu bolest. Prvotno je sumnjao da je riječ o ptičjoj gripi.
25. veljače, 53-godišnji šurjak doktora iz Guangdonga osjetio se bolesnim i posjetio Kwong Wah bolnicu u Hong Kongu. Nije primljen taj dan, ali kada se njegovo stanje pogoršalo i primljen je 1. ožujka. Preminuo je 18 dana kasnije.
25. veljače, poslovni čovjek koji je putovao u Hong Kong i provinciju Guangdong vratio se u Taipei, započevši epidemiju na Tajwanu. Također, još jedna osoba koja je bila u Metropole hotelu vratila se u Singapur.
Skoro svi zaraženi do tada su bili ili medicinsko osoblje ili članovi obitelji koji su se razboljeli. Vjeruje se da zaraženo osoblje nije primjenjivalo osnovne mjere zaštite. Razni slučajevi diljem svijeta su direktno ili indirektno povezani s posjetom Aziji.

### Ožujak 2003.
4. ožujka, 27-godišnji muškarac iz Hong Konga koji je posjetio gosta u Metropole Hotelu na 9. katu primljen je u bolnicu "Prince of Wales". Barem 99 medicinskih radnika (uključujući i 19 studenata) bili su zaraženi dok su ga liječili.
11. ožujka Carlo urbani je putovao u Bangkok na medicinsku konferenciju. Za vrijeme leta osjetio se loše te je pri dolasku obavijestio prijatelja da pozove hitnu pomoć i da ga odvedu u bolnicu. Stavljen je u izolaciju i u jedinicu za intenzivnu njegu.
Epidemija bolesti sa sličnim simptomima počela se javljati među medicinskim radnicima u Hong Kongu.
12. ožujka WHO je izdala globalnu uzbunu o novoj infektivnoj bolesti u Vijetnamu i Hong Kongu.
15. užujka WHO je povećala razinu uzbune nakon što su se slični slučajevi identificirani u Hong Kongu i Kanadi, uz posebnu napomenu za putnike, zaposlene u zdravstvu i ministarstva zdravstva.
Američki centar za kontrolu bolesti (CDC) je izdao upozorenje za ljude koji putuju u pogođena područja u Aziji (Hong Kong, Singapur, Vijetnam i Kinu).
17. ožujka uspostavila se mreža labolatorija diljem svijeta kako bi odredili uzročnika SARS-a i razvili potencijalne lijekove.
CDC je održao prvu konferenciju u vezi SARS-a te su iznijeli informaciju da se prvih 14 slučajeva istražuje u SAD-u.
20. ožujka WHO je izvijestila da nekoliko bolnica u Vijetnamu i Hong Kongu rade na pola snage jer su mnogi radnici ostajali kod kuće zbog straha od zaraze. WHO je izrazila zabrinutost da će polovična briga za pacijente dovesti do širenja zaraze.
25. ožujka zdravstvene vlasti u Hong Kongu su izvijestile da se devet turista razbolilo kada su se susreli s Kinezom iz unutrašnjosti Kine na letu u Peking 15. ožujka. 
Singapurska je vlada proglasila prisilnu karantenu za sve zaražene.
27. ožujka Arthur K. C. Li, voditelj Biroa za edukaciju i ljudstvo, proglasio je prekid nastave u Hong Kongu. Ministarstvo obrazovanja u Singapuru proglasilo je da će sve osnovne, srednje i više škole biti ugašene.
29. ožujka, dr. Urbani je preminuo od srčanog udara u Bangoku.
30. ožujka zdravstveni autoriteti u Hong Kongu stavili su pod karantenu jednu zgradu u Amony Gardens četvrti zbog brojnosti epidemije. Svi su balkoni zatvoreni a izlaze je čuvala policija. Kasnije su stanovnici prebačeni u karantenu a zgrada proglašena biološkom opasnošću. Većina zaraženih iz tog bloka pripadali su sjeverozapadnom dijelu zgrade, sa zajedničkom kanalizacijom. Prema vladinim služenicima, virus je došao u zgradu kada je bubrežni bolesnik koji je bio u bolnici Prince of Wales došao posjetiti svog brata i zarazio ga. Smatralo se da se virus prenosi kanalizacijom, iako je jedna teorija navodila da je vjetar ubacio virus u ventilaciju. Potvrđeno je da se virus prenosi kapljičnim putem, iako su zbog epidemije zdravstveni autoriteti doveli u pitanje i mogući prijenos zrakom.

### Travanj 2003.
1. travnja vlada SAD-a je povukla svo osoblje koje nije bilo nužno iz svojih konzulata u Hong Kongu i Guangzhou. Također su savjetovali svojim građanima da ne putuju u pogođenu regiju.
2. travnja kineski su medicinski službenici počeli prijavljivati slučajeve SARS-a. Prijavljeno je 361 novih slučaeja i 9 smrti, što je povećalo ukupan broj zaraženih u Kini. WHO je savjetovao da se izbjegava putovanje u Hong Kong i Guangdong.
Dječak u Hong Kongu je uhićen zbog plasiranja lažnih informacija na Internetu kako je Hong Kong proglašen zonom zaraze. 
3. travnja međunarodni tim znanstvenika iz WHO-a došao je u Guangzhou iz Pekinga kako bi pomogli kineskim vlastima, ali još nisu istraživali porijetlo virusa ili medicinske ustanove. 15 ljudi iz karantene iz Amoy Gardensa su premješteni zbog sukoba oko dijeljenja sanitarnih prostra. Prvi zdravstveni radnik u Hong Kongu umire zbog SARS-a. Prekid nastave je produljen još 2 tjedna. 
4. travnja, tim WHO-a je pronašao prvi slučaj zaraze u okrugu Foshan. Muškarac je zarazio četvero ljudi ali ne i svoju obitelj. Kineski službenik je na konferenciji za novinare priznao da Kina nije dovoljno brzo informirala o izbivanju bolesti. Ministar zdravstva je također izjavio da je bolest pod kontrolom u unutrašnjosti Kine, te dao listu od 7 lijekova za koje je tvrdio da su uspješni protiv SARS-a. Vlada SAD-a je proglasila prisilnu karantenu za zaražene.
5. travnja singapurska je vlada proglasila da će škole ostati zatvorene.
6. travnja pojavio se slučaj SARS-a u Manili, glavnom gradu Filipina, kod osoba koja se vratila iz Hong Konga.
9. travnja James Earl Salisbury je umro od SARS-a u bolnici u Hong Kongu. Američki mormon koji je radio kao profesor na politehničkom sveučilištu bio je bolestan oko mjesec dana prije svoje smrti, ali mu je prvotno dijagnosticirana upala pluća. Njegov sin Micheal Salisbury je bio s njim u Kini te se također zarazio, ali je preživio. Smrt Jamesa Salisburyja natjerala je kinesku vladu da otvorenije govori o širenju SARS-a.
10. travnja dr. Jim Hughes, šef odjela infektivnih bolesti pri CDC-u potvrdio je da se bolest više ne može iskorijeniti, ali da se može zaustaviti njen napredak u Sjevernoj Americi.
11. travnja WHO je proglasila globalnu uzbunu jer je postalo jasno da se bolest širi globalnim zračnim prometom.
12. travnja dr. Marco Marra, diretkor Micheal Smith Genome Science cetra, proglasio je da su znanstvenici probili genetsku kod virusa koji uzrokuje SARS. U Torontu je troje ljudi umrlo od SARS-a, čime je broj mrtvih u Kanadi porastao na 13.
16. travnja WHO je iznio službeno priopćenje da SARS uzrokuje coronavirus. Virus je službeno nazvan SARS virus.
19. travnja kineski premijer je najavio je stroge sankcije za lokalne dužnosnike koji ne prijave slučajeve SARS-a brzo i precizno, što je značilo i drastična promjena tadašnje politike. Do kraja travnja, SARS je postao vijest u Kini, s dnevnim izvještajima iz svih provincija o novim slučajevima i mjerama.
20. travnja, gradonačelnik Pekinga Meng Xuenong i kineski ministar zdravstva Zhang Wenkang su smjenjeni. To su bili prvi dužnosnici koji su bili smijenjeni zbog spore reakcije u vezi epidemije. Na konferenciji za novinare, novi ministar zdravstva Gao Qiang je priznao da je više od 300 slučajeva u Pekingu, a ne 37, kako je ranije rečeno. Dan kasnije ovaj se broj povećao na 407. 
22. travnja ponovno se počinju otvarati škole u Hong Kongu.
23. travnja Peking je najavio zatvaranje svih osnovnih i srednjih škola na 2 tjedna. Nekoliko dana prije, neki fakulteti u Pekingu također su se zatvorili zbog pojave bolesti među studentima. WHO je preporučio da se ne putuje u Peking, Toronto i provinciju Shanxi.
26. i 27. travnja kineske su vlasti zatvorile kazališta, disko klubove i ostale zabavne sadržaje u Pekingu jer je broj mrtvih nastavio rasti. Dolazi do pada gospodarstva jer trgovine, restorani, banke i tržnice kao i škole ostaju zatvorene, dok su velike državne banke i ministarstva imala manjak ljudi.
28. travnja WHO je proglasila prestanak epidemije u Vijetnamu jer novih slučajeva nije bilo 20 dana.
30. travnja WHO je ukinula preporuku da se u Toronto ne putuje.

### Svibanj 2003.
4. svibnja broj novozaraženih u Hong Kongu postao je jednoznamekast.
19. svibnja WHO održava godišnji sastanak u Ženevi. Hong Kong zahtijeva da se upozorenje o SARS-u za turiste ukine.
20. svibnja WHo odbija ukinuti upozorenja.
23. svibnja, nakon prebrojavanja broja oboljelih od SARS-a u bolnicama, WHO ukida upozorenje turistima za Hong Kong i Guangdong.
24. svibnja, po prvi put od početka epidemije u Hong Kongu, broj novooboljelih je nula.
24. svibnja, nova skupina od 20 pacijenata je prijavljena u Torontu.
Do 29. svibnja, više od 5 tisuća ljudi je pod karantenom u Kanadu dok kanadske vlasti pokušavaju spriječiti širenje SARS-a.
31. Svibnja, Singapur je izbrisan s liste Svjetske zdravstvene organizacije "zaraženih područja" (eng. infected areas).

### Lipanj 2003.
23. lipnja Hong Kong je izbrisan s liste zaraženih područja. Na listi ostaju Toronto, Peking i Tajvan. 
27. lipnja WHO iznosi pretpostavku da će se virus povući u idućih nekoliko tjedana, ali bi bolest mogla ponovno izbiti u Kini sljedeće godine.

### Srpanj 2003.
5. srpnja, WHO je proglasio da je epidemija SARS-a ukroćena na Tajvanu, te je izbrisan s liste zaraženih područja. Nije bilo novih slučajeva 20 dana iako je 200 ljudi još uvijek hospitalizirano zbog bolesti.

### Rujan 2003.
8. rujna, Singapur je proglasio da je istraživač koji je radio na Nacionalnom sveučilištu u Singapuru zaražen dok je radio na virusu Zapadnog Nila, ali se oporavio. Sumnjalo se da su se dva virusa izmiješala dok je istraživao.

### Prosinac 2003.
10. prosinca, još jedan istraživač s Tajvana dobio je SARS nakon što se vratio iz Singapura s medicinske konferencije. 74 osobe su stavljene u karantenu, ali nitko se nije razbolio.
27. prosinca, Kina je prijavila prvi slučaj kod kojega se sumnjalo na SARS nakon 6 mjeseci u Guangdongu, iz mjesta gdje je virus potekao. Osoba nije bila istraživač.

### Siječanj 2004.
5. siječnja Kina je potvrdila da je slučaj SARS-a kod čovjeka iz Guangdonga potekao iz prirode. Filipini su proglasili da imaju mogući slučaj u čovjeka koji se vratio u Hong Kong (7. siječnja se ustanovilo da je riječ o običnoj upali pluća). 
10. siječnja je potvrđen 2. slučaj SARS-a kod radnika u restoranu u Guangzhou.
17. siječnja Kina je potvrdila treći slučaj SARS-a u Guangzhou. WHO je naglasio važnost povezivanja slučajeva i proglasio da je SARS virus pronađen u kavezima cibetki u restoranu gdje je radio drugi zaraženi i u kavezima cibetki na tržištu.
31. siječnja Kina je proglasila četvrti slučaj SARS u 40-godišnjeg doktora.

### Travanj 2004.
23. travnja je proglasila prvu smrt uzrokovanu SARS-om od lipnja. 53-godišnja žena preminula je 19. travnja. Još dva slučaja su otkrivena, oba kod zdravstvenih radnika, od kojih je jedna bila kćer preminule. Sumnjalo se da je još jedan radnik zaražen.
Ovo izbijanje povezano je s istraživačem koji je radio na virusu SARS-a u laboratoriju pri Institutu virologije u Pekingu, koji je bolest prenio na medicinsku sestru koja se brinula za njega.

### Svibanj 2004.
1. svibnja potvrđena su još dva slučaja i na još tri sumnjiva u Pekingu, svi povezani s jednim laboratorijem. Ukupan broj slučajeva bio je 6, 4 u Pekingu i 2 u provinciji Anhui.
Kina je 2. svibnja potvrdila da su 3 sumnjiva slučaja potvrđena, čime je ukupan broj zaraženih skočio na 9. 189 ljudi je pušteno iz karantene. 
Kako nijedan novi slučaj nije prijavljen u periodu od 3 tjedna, WHO je 19. svibnja proglasio Kinu slobodnom od daljnih slučajeva SARS-a.